# Claudio Di Coste
Claudio Di Coste (Roma, 13 agosto 1954) è un ex pallavolista italiano, di ruolo schiacciatore.